# 冯牧
冯牧（1919年3月15日—1995年），原名冯先植，北京人，中国当代作家，文学评论家。

## 生平
曾任任昆明军区政治部文化部副部长，中国作家协会副主席。冯牧去世之后，根据其遗愿设立了冯牧文学奖。

## 主要作品
有评论集《繁花与草叶》、《耕耘文集》，散文集《滇云揽胜记》。

## 家庭
妻子是作家、《阿诗玛》第一作者黄铁。